# Nicóstrato de Atenas
Nicóstrato (Νικόστρατος) fue un dramaturgo griego de la Comedia Media griega. Se decía que era el hijo menor de Aristófanes. Focio afirma que Nicóstrato saltó de la Roca Leucadia debido a un amor no correspondido por una mujer llamada Tetigidea (en griego antiguo: Τεττιγιδαία) de Mirrinunte y fue "curado" de su amor.

## Títulos y fragmentos existentes
Los siguientes veintitrés títulos, junto con fragmentos asociados, son todos lo que sobreviven del trabajo de Nicóstrato:
| - Esclavo Favorito - Amor-Rival Femenino - Antilo - Hombre expulsado - Reyes - El Acusador - Hécate - Hesíodo | - El Hierofante - La Cama - Laconios - La Cocinera - El cazador de pájaros - Pandaro - Pandroso | - Mujer nadando - Ciudadanos - Riqueza - El sirio - El prestamista - La marca falsa - La avutarda |